# Bulbophyllum pachyglossum
Bulbophyllum pachyglossum là một loài phong lan thuộc chi Bulbophyllum.